# Поелалампи
Поелалампи — озеро в Беломорском районе Республики Карелия.

## Общие сведения
Площадь озера — 1 км². Располагается на высоте 116,8 метров над уровнем моря.
Из озера вытекает ручей без названия, втекающий в реку Летняя.
Код объекта в государственном водном реестре — 02020001311102000008852.